# Camisaria Colombo
Camisaria Colombo é uma rede de lojas de vestuário masculino. Foi fundada em 1917 em São Paulo, mas somente em 2006, a loja para outros estados estados do Brasil. No final de 2009 contava com 198 lojas em 23 estados brasileiros.

## História
A família libanesa Maluf chegou a São Paulo no início do Seculo XX. Chaim Maluf abriu uma fábrica de camisas na Rua Capitão Matarazzo, no Bom Retiro. Com o crescimento da fábrica, Maluf abriu uma loja de comércio varejista em 13 de agosto de 1917. O empreendimento foi batizado de “Camisaria Colombo”. 
A primeira unidade da Camisaria Colombo funcionou na Rua Direita, 48. Com o crescimento das atividades, sua primeira filial foi aberta na Rua Líbero Badaró, 50. 
Em 2014 possuía faturamento de 800 milhões de dólares e a empresa estudava uma Oferta pública inicial de ações na bolsa de valores  quando entrou em crise e teve sua falência requerida por credores após suspeita de fraude. Em 2016 sua dívida era de 2 bilhões de reais. Após ter seu controle assumido pelo banco Brasil Plural (dono de um fundo investidor da Colombo),  a empresa pediu recuperação extrajudicial em 2016. Posteriormente o controle acionário foi transferido para a empresa de reestruturação financeira Starboard. Em 2020 a Camisaria Colombo pediu recuperação judicial, com 1,89 bilhões de reais em dívidas. Posteriormente o fundo Jive buscou a execução de 115 milhões de reais em dívidas, tendo inclusive buscado bens dos donos da Colombo (Álvaro e Paulo Jabur Maluf) no exterior. Os donos da Colombo acusaram a empresa Gávea Investimentos de ter causado o endividamento da camisaria entre 2011 e 2015, quando a Gávea chegou a ter 49% das ações da Colombo.